# Filmkern
Filmkerne, auch Bobbies genannt, sind Wickelkörper für Kinefilm, der in Längen von wenigen Zentimetern bis zu mehreren Kilometern gehandhabt wird. In Kontexten, in denen es ausschließlich um Film geht, spricht man statt von Filmkernen oft auch nur von Kernen.
Filmkerne sollen solide, leicht, chemisch stabil, umweltfreundlich und doch in verschiedenen Farben erhältlich sein. Anfänglich aus Holz gedrechselt, wurden sie daher mit der Zeit zu Massenartikeln aus formgespritztem Kunststoff, zum Beispiel Polypropylen, Acrylnitril-Butadien-Styrol oder Polycarbonat.
Maße und Größen sind mit der internationalen Norm ISO 1039 beschrieben. Im Allgemeinen haben die Filmkerne eine Bohrung mit Nut für Einzolldorne mit Mitnehmer, im Speziellen kleinere Innendurchmesser für den Spulendorn europäischer Projektoren, den 8-mm-Kameravierkant- oder noch zartere Dorne insbesondere älterer Geräte.
Film wird von Kern auf Kern gerollt: in der Filmfabrik, in der Filmkamera, in der Tonkamera, bei der Vorbereitung zur Entwicklung, in der Projektion (Kerndurchmesser wenigstens 5 Zoll bzw. 125 mm), auf dem Schneidetisch, in Filmreinigungsapparaten und weiteren Filmbearbeitungsanlagen. Gefahrloser Transport von Film ist möglich mit dem Filmkern, wenn das Material satt auf ihn gewickelt, mit Klebeband gegen Lockerung gesichert und in Beutel und Dose verpackt ist. Damit man einen Wickel sicher fassen kann, sind Filmkerne oft so geformt, dass sie Eingriff mit den Fingern erlauben, und manchmal besitzen sie auch Griffrillen innen am Bund. Die meisten Kerne besitzen einen zum Radius schräg gesetzten Schlitz, in dem man den Film befestigen kann. Der Filmkern sollte stets etwas schmaler sein als der Film.

3er Normalfilmkern aus PP

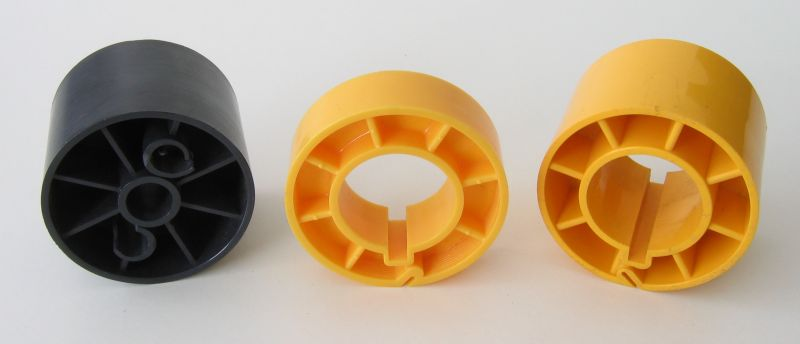
Links und rechts je ein Bobby für 35-mm-Film, in der Mitte einer für 16-mm-Film (die beiden gelben Bobbies sind für den Einsatz in Schneidetischen, der schwarze Bobby wird beim Versand von Filmkopien an Kinos verwendet)

## Farben
Beim Filmschnitt sind farbige Kerne nützlich. In Europa sind folgende Zuordnungen üblich (gewesen):
- Weiß → allgemeine Verwendung bei Rohfilm und entwickeltem Material
- Grau → Hilfsmaterialien, z. B. Blankfilm mit Bildstrich
- Schwarz → Verwendung bei Rohfilm und dem Hilfsmaterial Schwarzfilm
- Rot → Zahl 1, Bildoriginale
- Blau → Zahl 2, Tonoriginale (aus der Lichttonkamera)
- Grün → Zahl 3, Bildduplikate
- Orange → Zahl 4
- Lila → Zahl 5
- Gelb → Zahl 6
- Farblos durchsichtig → Blankfilm
- Braun → Magnetfilm

## Verschiedene wichtige Typen
- Kern ‚A‘ mit Außendurchmesser 2 Zoll und wechselnder Bohrung, Verwendung in Kameramagazinen für 35-mm-Film
- Kern ‚U‘, Universal, Außendurchmesser 2 Zoll, Bohrung 1 Zoll, Mitnehmernut über die ganze Breite, für 35-mm-Film
- Kern ‚R‘, gleich wie U, Mitnehmernut jedoch nur über die halbe Breite
- Kern ‚T‘, wie U, für 16-mm-Film

Die Kerne werden üblicherweise in Außendurchmessern von 50 mm, 75 mm und 100 mm verwendet. Bei kürzeren Filmlängen wird man größere Kerne verwenden, da dies filmschonender ist (größerer Wickeldurchmesser, geringerer Filmzug bei Aufwickeln).

## Hersteller
- Agfa-Gevaert, Mortsel
- BASF, Ludwigshafen
- Bochemie, Nový Bohumín[1]
- Du Pont, Wilmington
- Eastman-Kodak, Rochester
- Foma Bohemia, Hradec Králové
- Fuji Photo Films, Tokyo
- Ilford, Knutsbridge
- Winkel, Hamburg